# 帕松列龙庄勐
帕松列龙庄勐（1960年6月1日—），男，傣族，云南省西双版纳勐海县人，中国佛教协会副会长。出家前叫岩仔龙庄（巖仔、巖里意为生人），初出家时叫帕龙庄（帕意为沙弥），职位上升之后叫都龙庄（都意为比丘），后晋升为“祜巴”（都统長老），尊称为祜巴龙庄勐（勐爲西双版纳，祜巴勐爲全版纳的祜巴）。2016年晋升为帕松列龙庄勐。

## 生平
1960年，龙庄出生于云南省西双版纳傣族自治州勐海县。1973年，13岁的龙庄远赴缅甸勐养龙旺坝岗佛寺剃发受沙弥戒。1980年，20岁的龙庄在缅甸景栋旺贺弘佛寺受比丘戒。1993年，龙庄担任西双版纳总佛寺住持。2004年1月28日至31日，西双版纳总佛寺举行都龙庄晋升“西双版纳祜巴勐”庆典仪式，龙庄勐晋升为“祜巴”，被尊称为“祜巴龙庄勐”。
2016年2月17日至19日，由云南省佛教协会、中国社会科学院世界宗教研究所主办，西双版纳傣族自治州佛教协会、西双版纳总佛寺承办的首届南传佛教高峰论坛暨帕祜巴和帕松列升座庆典法会在西双版纳傣族自治州景洪市西双版纳总佛寺举行。其中2月19日举行了升座庆典法会。此次升座的高僧共六位：祜巴龙庄勐升为帕松列、西滴看堂升为帕祜巴、玛哈香升为帕祜巴、都香达升为帕祜巴、都炳升为帕祜巴、都罕听升为帕祜巴。此次升座庆典是继1956年之后规模最大的一次。中国佛教协会副会长、云南省佛教协会副会长、西双版纳总佛寺住持祜巴龙庄勐由此晋升为帕松列龙庄勐。

## 社会兼职
帕松列龙庄勐任中国佛教协会副会长、云南省佛教协会副会长、西双版纳傣族自治州佛教协会会长、西双版纳总佛寺住持、云南佛学院西双版纳分院院长。他还是西双版纳傣族自治州政协副主席。第十一至十四届全国政协委员。